# Тэйлор, Тревор Оливер
Тре́вор О́ливер Тэ́йлор (англ. Trevor Oliver Taylor; 11 января 1958, Монтего-Бей, Ямайка — 19 января 2008, Кёльн, Германия) — немецкий певец, музыкант, музыкальный продюсер, автор песен. Первый вокалист группы Bad Boys Blue. Творческий псевдоним — Supa T.

## Биография
Тревор Оливер Тэйлор родился 11 января 1958 года в городе Монтего-Бей на Ямайке. В 14 лет Тэйлор впервые посетил Англию. Помимо музыки Тревор увлекался кулинарией, пауэр-лифтингом, футболом. Кумиром Тревора, как истинного растамана, был Боб Марли. На заре своей музыкальной карьеры Тревор играл на бас-гитаре в британской регги-группе UB40, также был певцом на Сейшелах в нескольких малоизвестных группах.

### Bad Boys Blue
В 1984 году Тревор Тэйлор вошёл в состав новой группы Bad Boys Blue. Именно песня «You're a Woman» в его исполнении принесла настоящий успех этому коллективу, моментально оказавшись в первой десятке лучших песен. В Германии сингл достиг восьмого места и почти четыре месяца не покидал немецкий Top20. В этом же году был выпущен первый студийный альбом Hot Girls, Bad Boys. На нём лидирующий вокал в большинстве песен (кроме «L.O.V.E. In My Car») принадлежал Тревору Тэйлору. На втором альбоме группы Heart Beat лидирующий вокал Тревора звучал во всех композициях.
В 1987 году во время записи сингла «Come Back And Stay» продюсеры приняли решение сменить ведущего вокалиста на Джона МакИнерни. Перемены привели к проблемам внутри группы, вследствие чего в 1989 году Тэйлор, не принявший изменений в звучании группы и по-прежнему верный стилю регги, оставил коллектив, чтобы заняться сольной карьерой.

### После ухода из Bad Boys Blue
После ухода из группы Тревор пробовал сниматься в кино, участвовал в различных музыкальных проектах от транса до регги. В 1990 вышел сингл регги-проекта Street Noise — Our Problem, где ведущий вокал принадлежал Тревору Тэйлору. В 1991 году Тревор был участником коллектива Temper Temper в качестве гитариста. Несколько лет Тревор был продюсером и вокалистом немецкой регги-группы Umoya, выпустившей 3 альбома и 6 синглов.
С 1995 года Тревор под псевдонимом Supa T начал записываться с группой The Party Animals, один за другим вышли синглы My Dog, Gotta Jump, Be True, Love and Respect. Последний стал летним хитом года в Испании и долгое время держался в верхних строчках испанских хит-парадов. Все эти композиции впоследствии вошли в сольный альбом Тревора Supa T — Reggae In The Pop House & Soul (1998). В том же 1998 году Тревор участвовал в записи сингла Chocolate Milk — Harddrummer (Driving Me Crazy) (стиль — прогрессивный транс). За ним следуют синглы транс-проектов Avancada — Ha Deng / Tribal Nation, Bang Gang — I Like To Move It (2001).
Известными стали синглы проекта Mondo Club — Don’t Worry Be Happy (кавер-версия на одноименную песню Бобби Мак Феррина) и Sex Up My Life (вошедшая в саундтрек телесериала «Heisse Tage Wilde Nachte»).
В последние годы жизни Тревор много выступал с регги-группами Umoya и The Reggae Cracks. Готовился второй сольный альбом Second Life, однако на 51-м году жизни, спустя 8 дней после 50-летнего юбилея, 19 января 2008 года, Тревор скончался от сердечного приступа в одной из больниц Кёльна.
Похоронен на кладбище Квинтон, Хейлсовен, Столичный район Дадли, Уэст-Мидлендс, Англия.

## Дискография

### Синглы
| Год  | Название                                  | Исполнитель (группа)                |
| ---- | ----------------------------------------- | ----------------------------------- |
| 1985 | You’re A Woman                            | Bad Boys Blue                       |
| 1985 | Pretty Young Girl                         | Bad Boys Blue                       |
| 1986 | Kisses And Tears (My One And Only)        | Bad Boys Blue                       |
| 1986 | Love Really Hurts Without You             | Bad Boys Blue                       |
| 1986 | I Wanna Hear Your Heartbeat >Sunday Girl< | Bad Boys Blue                       |
| 1987 | Gimme Gimme Your Lovin' >Little Lady<     | Bad Boys Blue                       |
| 1990 | Our Problem                               | Street Noise (feat. Trevor Taylor)  |
| 1992 | Hey You                                   | Umoya                               |
| 1993 | Hey You (Club Remixes)                    | Umoya                               |
| 1993 | The Children                              | Umoya                               |
| 1994 | Hey See De Rastaman                       | Umoya                               |
| 1994 | Hey See De Rastaman (Dance Remixes)       | Umoya                               |
| 1994 | Song For Ruanda                           | Cologne Ruanda Project              |
| 1995 | My Dog (Is Better Than Your Dog)          | Supa. T and The Party Animals       |
| 1996 | Love And Respect                          | Supa. T and The Party Animals       |
| 1997 | Gotta Jump                                | Supa. T and The Party Animals       |
| 1998 | Be True                                   | Supa. T                             |
| 1998 | Harddrummer (Drivin’ Me Crazy)            | Chocolate Milk                      |
| 1998 | You’re A Woman '98                        | Bad Boys Blue                       |
| 2001 | Ha Deng /Tribal Nation                    | Avancada                            |
| 2001 | I Like To Move It                         | Bang Gang                           |
| 2001 | Sex Up My Life (The Pussy Song)           | Mondo Club                          |
| 2001 | Don’t Worry Be Happy                      | Mondo Club                          |
| 2010 | Ragga Ragga (цифровой релиз)              | Blunt Factory (feat. Trevor Taylor) |
| 2015 | You’re A Woman 2015                       | Bad Boys Blue                       |

### Альбомы
| Год  | Название                         | Исполнитель (группа)         |
| ---- | -------------------------------- | ---------------------------- |
| 1985 | Hot Girls, Bad Boys              | Bad Boys Blue                |
| 1986 | Heart Beat                       | Bad Boys Blue                |
| 1987 | Love Is No Crime                 | Bad Boys Blue                |
| 1988 | My Blue World                    | Bad Boys Blue                |
| 1993 | Overdue                          | Umoya                        |
| 1998 | Reggae In The Pop House And Soul | Supa. T                      |
| 1999 | Mixed Mode (promo)               | Umoya                        |
| 2004 | Two Decades                      | Umoya                        |
| 2006 | Many Ways                        | Kuebert                      |
| 2007 | Second Life (не издан)           | Supa T and the Reggae Cracks |